# Leymus crassiusculus
Leymus crassiusculus är en gräsart som beskrevs av Lian Bing Cai. Leymus crassiusculus ingår i släktet strandrågssläktet, och familjen gräs. Inga underarter finns listade i Catalogue of Life.